# 向源寺
向源寺（こうげんじ）は、滋賀県長浜市高月町渡岸寺にある真宗大谷派の寺院。山号は紫雲山。国宝の十一面観音像を有することで知られる。観音像は当寺に属する渡岸寺観音堂（どうがんじかんのんどう）に安置されている。

## 歴史
『近江伊香郡志』所収の寺伝によれば、天平8年（736年）、当時、都に疱瘡が流行したので、聖武天皇は泰澄に除災祈祷を命じたという。泰澄は十一面観世音を彫り、光眼寺を建立し息災延命、万民豊楽の祈祷を行い、その後憂いは絶たれたという。その後病除けの霊験あらたかな観音像として、信仰されるようになった。延暦9年（790年）、比叡山延暦寺の開祖である最澄が、勅を奉じて七堂伽藍を建立したという。
元亀元年（1570年）、浅井・織田の戦火のために堂宇は焼失した。しかし観音を篤く信仰する住職巧円や近隣の住民は、観世音を土中に埋蔵して難を逃れたという。この後巧円は浄土真宗に改宗し、光眼寺を廃寺とし、向源寺を建立した。
明治21年（1888年）、宮内省全国宝物取調局の九鬼隆一らが当寺の十一面観音像を調査し、日本屈指の霊像と賞賛した。古社寺保存法に基づく日本で最初の国宝指定は明治30年（1897年）12月28日付けで行われたが、このとき、この十一面観音像も国宝に指定された（当時の「国宝」は、文化財保護法における「重要文化財」に相当する）。国宝指定時の内務省告示における十一面観音像の所有者名は「観音堂」となっている。向源寺が属する真宗では、阿弥陀如来以外の仏を本堂に祀ることを認めていないが、この十一面観音像については、向源寺飛地境内観音堂に祀るということで、本山から許可された。大正14年（1925年）には平安時代建築の様式を取り入れた観音堂が再建された。昭和17年（1942年）には宗教団体法の規定に基づき、向源寺飛地境内観音堂は正式に向源寺の所属となった。十一面観音像が文化財保護法に基づく国宝（いわゆる新国宝）に指定されたのは昭和28年（1953年）のことである。同年より、十一面観音像と胎蔵大日如来坐像は、高月町国宝維持保存協賛会の理事が毎日交替で維持管理に当たっている。

## 十一面観音立像

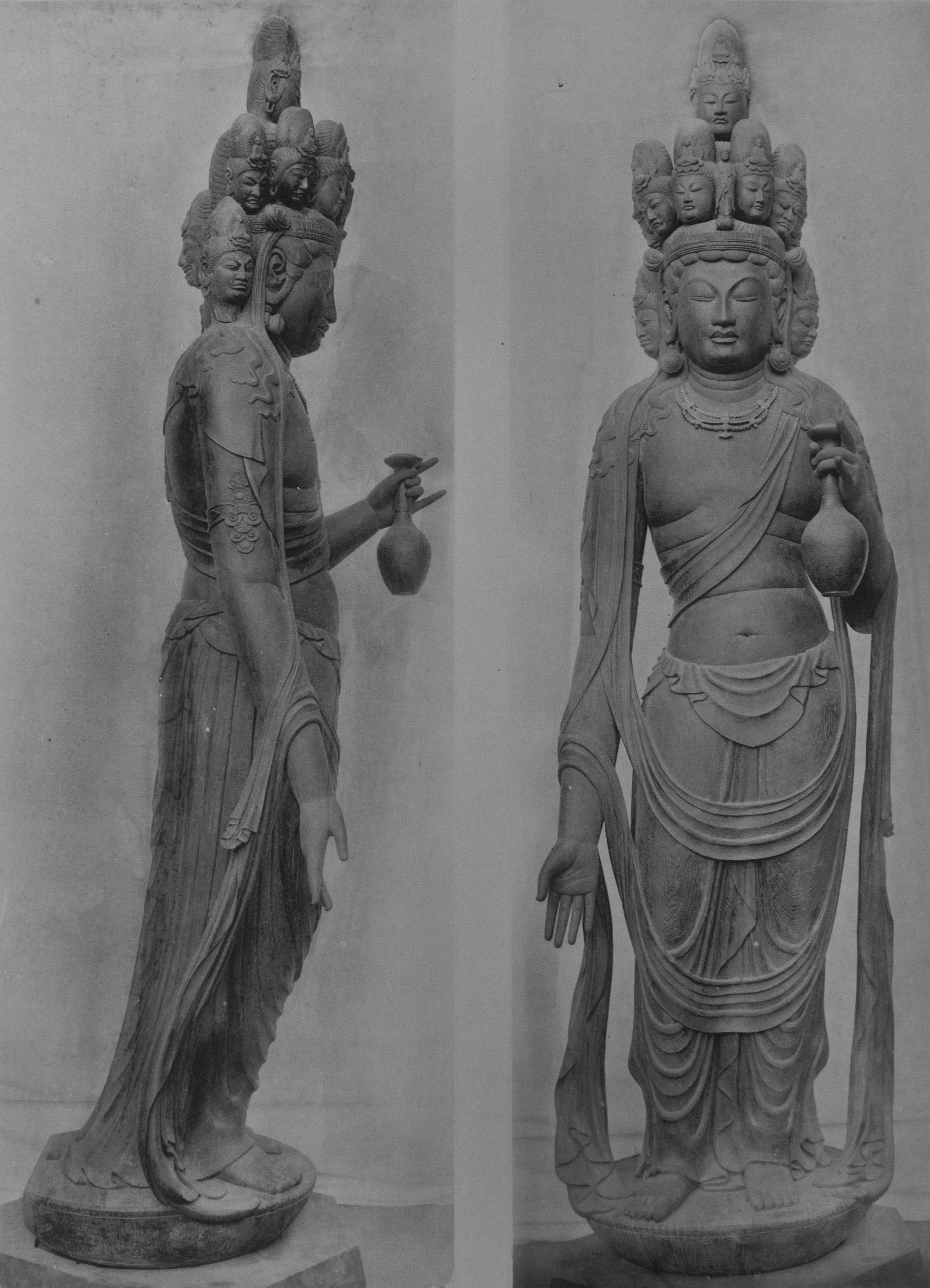
十一面観音立像

国宝。向源寺に属する観音堂（渡岸寺観音堂）に安置されていた像で、1974年に収蔵庫の慈雲閣が完成してからはそちらへ移されている。寺伝では泰澄作とされるが、像容に密教思想の影響がみられることから、実際の制作年代は平安初期、西暦では9世紀とされている。
像高は194cm（頭上面を含む）、檜材の一木彫である。像は蓮華座上に左脚を支脚、右脚を遊脚として立ち、腰をこころもち左にひねる。右腕は掌を正面に向け、五指を伸ばして体側に垂下し、左腕は肘を曲げ、胸の高さで持物（水瓶）をとる。頭上面、天冠台上正面の化仏（けぶつ）、両手首から先、持物、胸飾をそれぞれ別材とするほかは台座蓮肉部と天衣遊離部まで含め一材から彫出される。別材矧ぎ付け部分のうち化仏、両手首から先、持物は後補である。頭髪部の造形には木屎漆（こくそうるし）を併用している。像表面は彩色、金箔等を施さない素地仕上げとし、体部は背面から内刳（うちぐり）を行っており、背部に上下2段に蓋板を当てる。
図像的には、頭上面を大ぶりに表すこと、本面の左右に大きく2面を表すこと、頂上面を仏面でなく菩薩形とすることなどに特色がある。十一面観音像は、菩薩面3、瞋怒面（しんぬめん）3、狗牙上出面（くげじょうしゅつめん）3、大笑面（だいしょうめん）1、頂上仏面1の計11面を頭上に表すのが一般的であるが、本像の場合は、本面の左右に瞋怒面と狗牙上出面を大きく表し、天冠台上には菩薩面、瞋怒面、狗牙上出面を各2面、背面に大笑面を表す。
頂上面は他の十一面観音像では螺髪をもつ如来形とするのが一般的であるが、本像の頂上面は髻を結い、五智宝冠（五智如来を表した冠）を戴く菩薩形とする。頂上面以外の頭上面は、髻正面に仏坐像を表す。鼓胴式耳璫（じとう）という太鼓の胴のような形の耳飾りを付け、天冠台から垂れる飾り紐が前腕部まで達するほど長いのも特色である。
均整のとれた体躯、胸部や大腿部の豊かな肉取り、腰を捻り片脚を遊ばせた体勢などにインドや西域の風が伺われる。文学作品や映画などにも取り上げられた、日本における観音像の代表作として著名な作品である。
東宝映画「幻の湖」で、主人公が観音像を拝観する場面がある。

## 文化財
国宝
- 木造十一面観音立像

重要文化財
- 木造大日如来坐像

滋賀県指定有形文化財
- 木造十一面観音立像（国宝像の旧お前立ち）
- 木造阿弥陀如来坐像（本堂本尊）
- 木造金剛力士立像（仁王門）

## 交通アクセス
- 米原より JR北陸本線高月駅から徒歩約10分。拝観者無料駐車場、バス無料駐車場あり。